# Grotte di Sof Omar
Le grotte di Sof Omar (in amarico መንዝ ላሎ ሶፍ-ዑመር) sono un sistema di cavità sotterranee lungo quindici chilometri nella zona di Bale, nella regione di Oromia, nel sud-est dell'Etiopia.
Il fiume Uèb Géstro scorre nelle profondità delle rocce calcaree nei pressi di Ayiew Maco e riappare dopo 1500 metri alla risorgenza sotto al ponte naturale di Ulùca.
Il sito è stato iscritto nella lista delle candidature alla lista dei patrimoni dell'umanità.

## Topografia

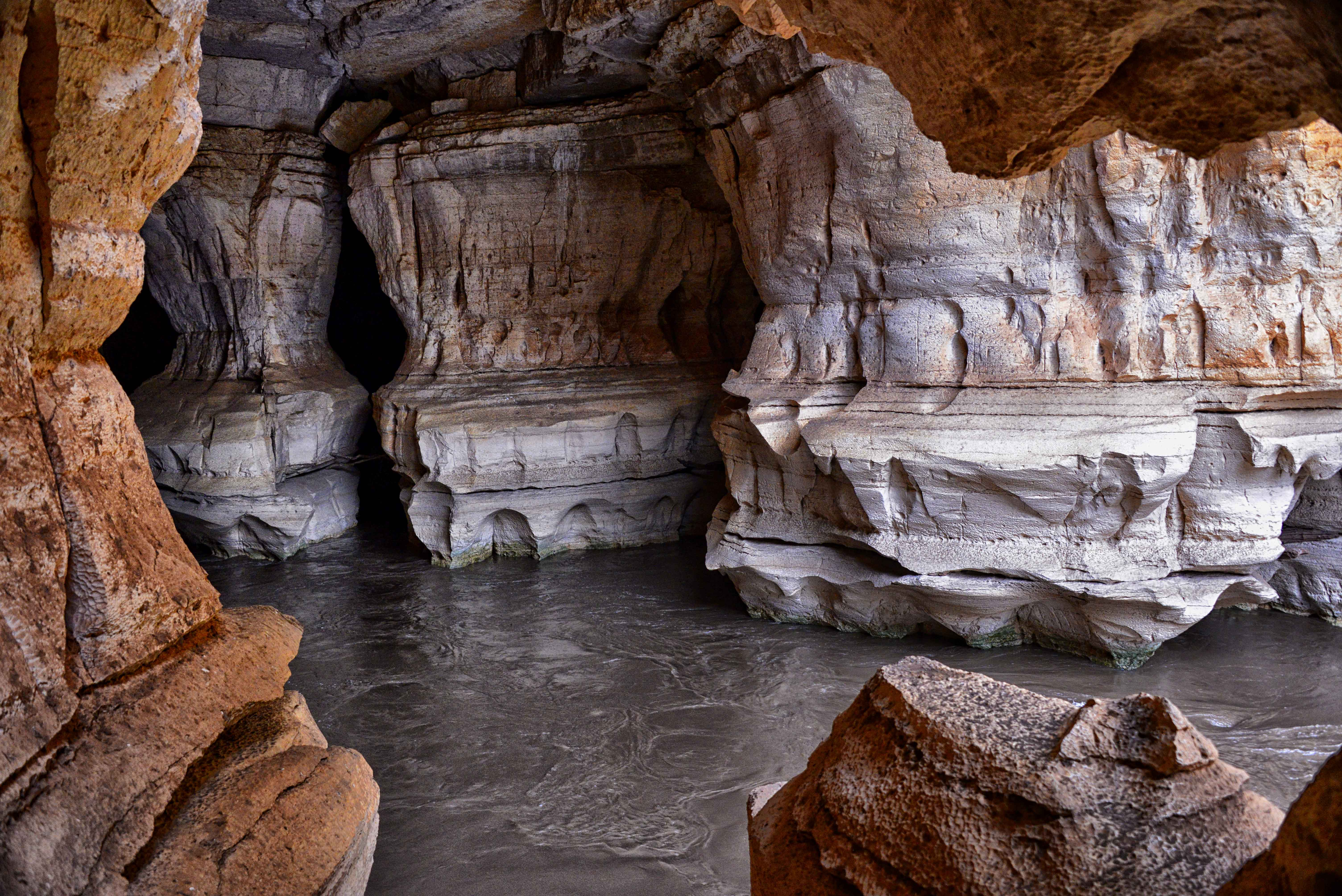
Fiume sotterraneo

Giungendo da Goro, la boscaglia scende ripidamente in una gola profonda 90 metri nei pressi del villaggio di Sof Omar. Il fiume Uèb si fa strada dai 4.300 metri di altezza delle montagne di Bale attraverso un affioramento di calcare di Anatole largo 150 chilometri (93 miglia) fino alla grotta. In passato il fiume faceva un brusco meandro a sinistra. A un certo punto il calcare si è dissolto producendo una serie di passaggi freatici, che sono diventati abbastanza grandi da catturare l'intero flusso del fiume Uèb. Alla fine il fiume abbandonò il meandro, creando una valle asciutta che va dalla grotta di Ayiew Maco alla risorgenza di Holuca. Il villaggio di Sof Omar si trova vicino ad Ayiew Maco, nella valle secca. Il riempimento della valle la fa salire fino a un punto elevato di circa 45 m sopra il Uèb, prima di scendere fino a una spiaggia di ciottoli a valle di H.oluca.
L'altra caratteristica dominante è una grande voragine larga 100 metri e profonda 60 metri che si trova sull'altopiano di basalto direttamente sopra la grotta.

## Geologia

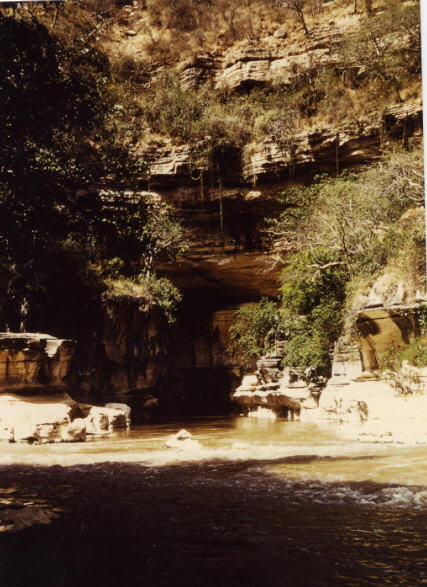
Il fiume Uèb che scompare nell'ingresso di Ayiew Maco delle grotte di Sof Omar. La valle secca, il villaggio di Sof Omar e le entrate del villaggio sono sulla sinistra.

Il sistema di grotte è probabilmente il risultato del sollevamento del rift dell'Africa orientale nella metà del Miocene, che ha causato importanti crolli lungo i piani di stratificazione. Un lento e persistente processo di carsismo (dissoluzione della roccia) ha poi allargato le camere crollate, formando una rete di galleria all'asciutta. Quando il calcare si fu sufficientemente dissolto, si crearono dei passaggi che finiscono per catturare completamente il corso del fiume Uèb, che scorre poi nel sottosuolo fino alla sua risorgenza e lascia una valle asciutta in superficie. L'assenza di speleotemi, tuttavia, rende difficile datare e caratterizzare i cambiamenti climatici e quindi la formazione del complesso, cosicché molte domande scientifiche rimangono senza risposta (come l'ipotesi che un semplice abbassamento della falda acquifera possa essere responsabile della formazione del sistema di grotte secche).
L'attuale clima semi-arido, unito all'assenza di sorgenti nella zona, fa sì che l'area sia generalmente secca e che il sistema sia attraversato da aria secca. Non c'è dissoluzione del calcare oltre a quella causata dal fiume stesso, ad eccezione di alcune infiltrazioni stagionali nella zona vadosa durante la stagione delle piogge. Il sistema di grotte è quindi essenzialmente un sistema privo di attività di dissoluzione sin dalla sua formazione; di conseguenza non vi sono speleotemi identificati. Le grotte si sono probabilmente formate in un periodo in cui il clima era molto più umido.
Il corso sotterraneo del fiume Uèb è di 1,5 chilometri dall'ingresso nelle grotte alla sua risorgenza. Ha lasciato un fine deposito di argilla nelle camere vicino alle rive. Sono presenti anche steli di ginepro, probabilmente trasportati dall'acqua.
Una grande dolina, del diametro di 150 metri e profonda 30, si trova sopra le grotte. Non ci sono prove che abbia contribuito alla formazione delle camere sottostanti.

## Esplorazione

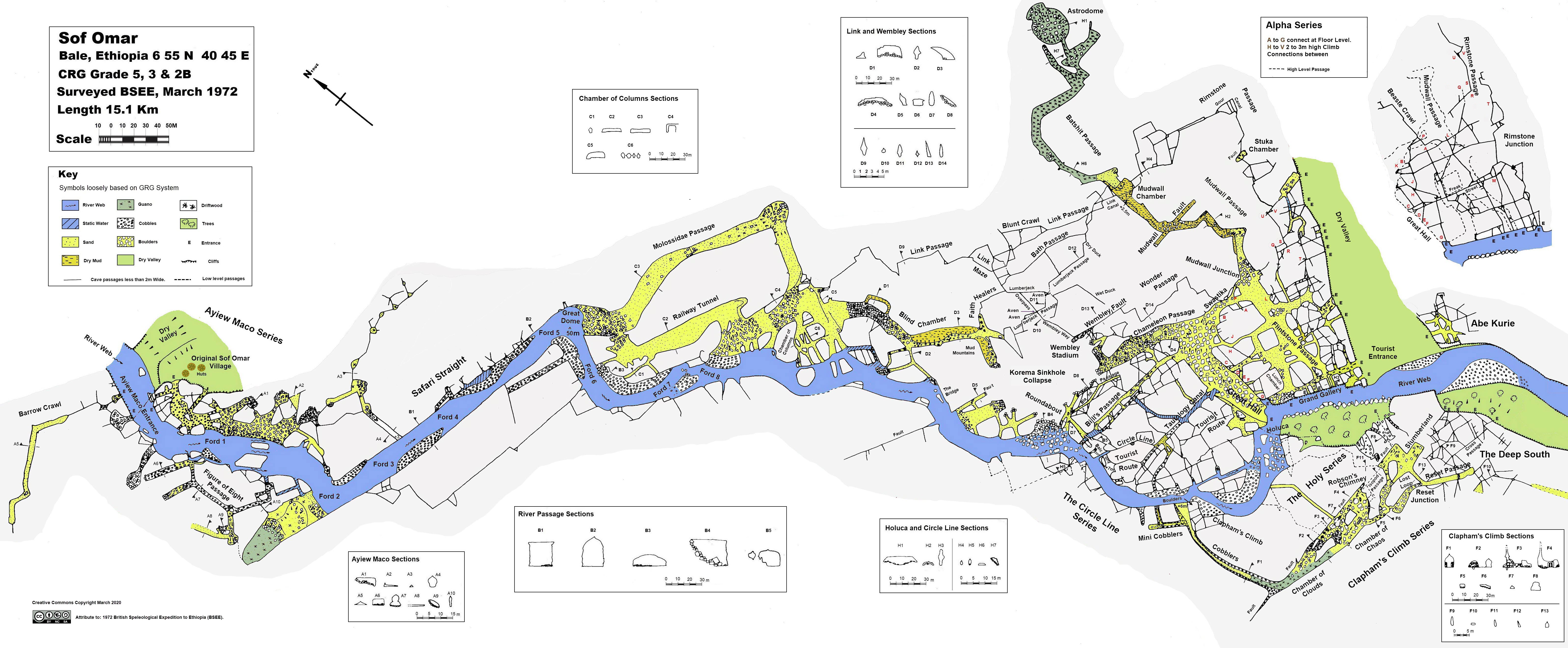
Rilevato dalla spedizione speleologica britannica in Etiopia nel 1972

L'esploratore Arthur Donaldson Smith riferì della sua visita alle grotte nel 1894. Una spedizione italiana visitò le grotte anche nel 1913. Nel 1934, Henri Breuil condusse ricerche archeologiche nella regione. Nel 1937 le grotte furono in parte esplorate da Nemo Largajolli.
Nel 1967, Eric Robson, Chris Clapham e Kabir Ahmed esplorarono le grotte per un'estensione di otto chilometri del complesso. Successivamente, l'Ente del turismo etiope pubblicò un opuscolo sulle grotte. Sebbene il luogo non fosse facilmente accessibile e il turismo organizzato non esistesse ancora, alcuni intrepidi visitatori intrapresero il viaggio verso queste grotte remote.
Nel febbraio 1971, il francese Theodore Monod del Muséum National d'Histoire Naturelle, Bill Morton (ex membro della Manchester University Speleological Society), un geologo dell'Università Haile Selassie I, e Ato Mezmure Hailemeskale aggiunsero un altro chilometro alla rete esplorata. Nello stesso anno, Dick Ashford e Malcolm Largen dell'Università Haile Selassie hanno condotto uno studio sui pipistrelli delle grotte.
Nel 1972 una spedizione britannica arrivò in Etiopia e con l'aiuto iniziale di Bill Morton, il gruppo svolse un'esplorazione e uno studio sistematici delle grotte di Sof Omar; un rapporto fu pubblicato nelle Transactions of the Cave Research Group of Great Britain. La squadra ha esplorato 6,1 chilometri di gallerie e cavità, portando il totale delle aree esplorate a 15,1 chilometri. In quell'epoca era considerata la grotta più lunga dell'Africa, poi superata a seguito delle esplorazioni delle grotte di Marosakabe in Madagascar (113 km) e di Rhar Bou Ma'za - Grotta del fiume Tafna in Algeria (18,4 km).

## Descrizione

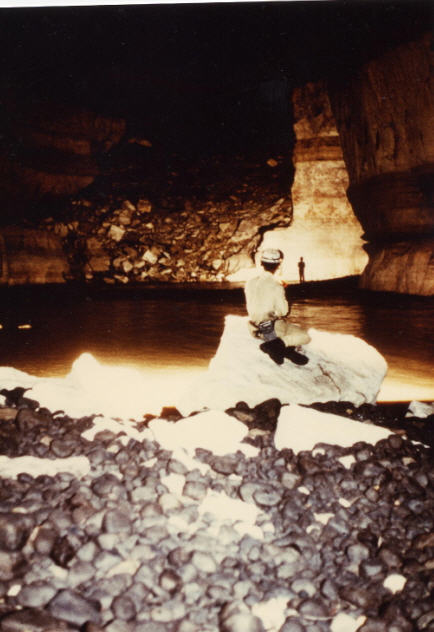
Straight Safari guardando attraverso il Ford 5, in lontananza il fiume gira bruscamente a destra presso la Grande Cupola. Il pendio di massi è l'inizio del passaggio Molossadie.

La grotta è formata da una rete di giunti: una serie corre approssimativamente da nord a sud e l'altra da est a ovest. Questo zig-zag di passaggi corre in direzione sud-est. Sof Omar ha 42 ingressi, ma in genere solo quattro sono utili per entrare:
- due ingressi a monte del villaggio di Sof Omar (uno a est e uno a ovest del villaggio);
- l'ingresso turistico a valle della risorgiva di Uluca, nel punto in cui il meandro abbandonato che forma la valle secca si ricongiunge al fiume Uèb;
- un ingresso sulla riva destra a valle di Uluca che dà accesso alla parte Deep South della serie Clapham's Climb.

Entrando nella grotta da uno degli ingressi del villaggio, il visitatore passa davanti a un santuario utilizzato dagli abitanti del luogo. La serie di cavità pressp Ayiew Maco è un insieme di passaggi interconnessi di larghezza variabile tra 1 e 10 metri. Alcuni possono essere attraversati fino alla spiaggia di ciottoli sulla riva sinistra del fiume. Una serie meno complessa di passaggi esiste sulla riva destra. Probabilmente erano collegati a quelli della riva sinistra fino a quando non sono stati interrotti dall'azione vadosa del fiume Uèb che ha reso più profondo il passaggio del fiume.
Il passaggio presso la spiaggia di ciottoli è largo circa 40 m, il più ampio della grotta. All'estremità a valle della spiaggia il fiume scompare tra due colonne. La continuazione attraversa la ragnatela di cavità presso il primo guado e segue il passaggio ad otto fino a raggiungere nuovamente il fiume presso il secondo guado. Il fiume serpeggia lungo questo passaggio largo 15 m e alto 20 m per 300 m.
Il percorso prosegue attraversando e riattraversando il fiume da sponda a sponda presso i guadi 2, 3, 4 e 5. Piccoli passaggi esistono su entrambi i lati. La spiaggia termina dopo il guado 5 sotto la Grande Cupola, alta 50 metri. Sulla sponda opposta, una ripida salita conduce al passaggio di Molossadie. I profondi e brevi guadi 6, 7 e 8 conducono a una spiaggia di ciottoli e all'ingresso della Camera delle Colonne. Uscendo dal guado 6 sulla riva sinistra è possibile entrare nel passaggio della galleria ferroviaria, che offre un percorso alternativo nel passaggio di Molossadie e aggira i guadi 7 e 8 nella Camera delle Colonne.

### Camera delle colonne

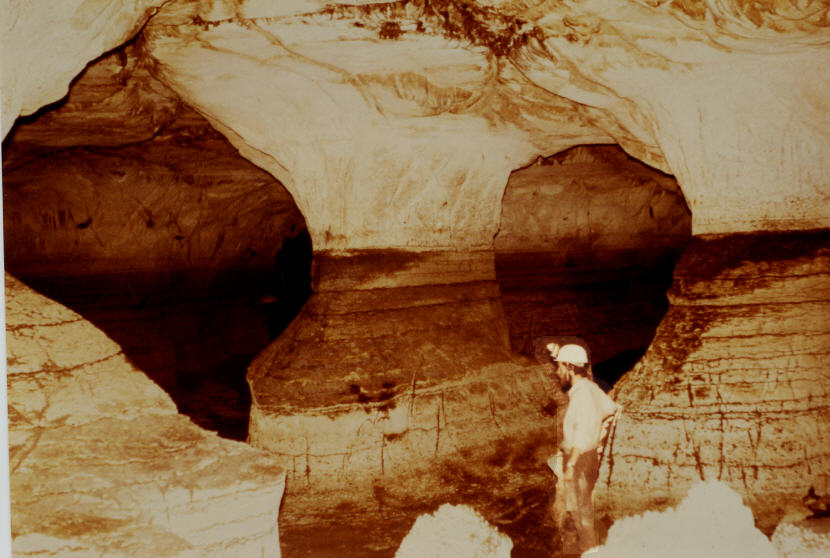
Camera delle Colonne: una serie di archi freatici interconnessi; i segni del fango indicano il livello di allagamento durante la stagione delle piogge.

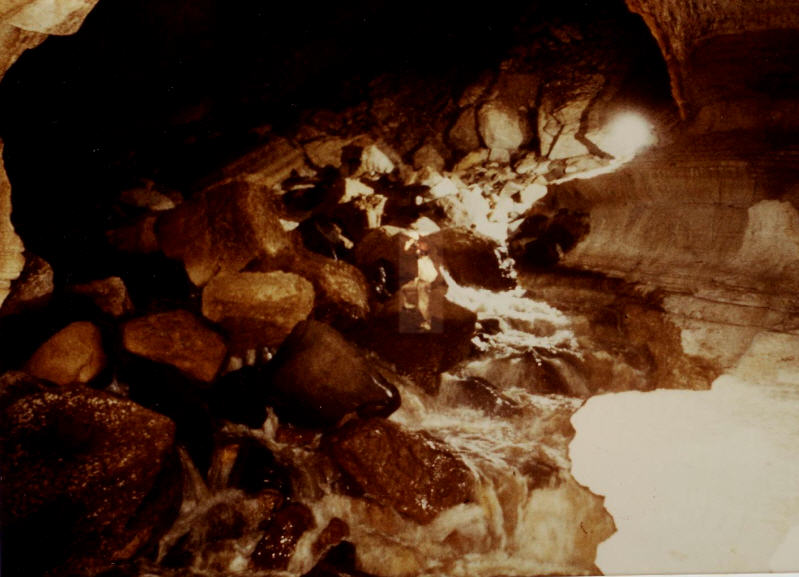
Grandi rapide: create dal crollo della voragine e dalla successiva erosione da parte del fiume sotterraneo

La camera delle colonne è un elemento caratteristico del sito e unico nel mondo delle grotte. Si presenta come un ampio passaggio che esce dalla ragnatela prima di tornare al fiume circa 100 m più a valle. Il passaggio circumnaviga un gruppo di colonne spesse e fitte al centro della camera. Il tunnel ferroviario e il passaggio di Molossadie entrano nella camera da nord.
Il passaggio fluviale prosegue dalla Camera delle Colonne serpeggiando per circa 200 m fino alle Grandi Rapide. Questo suggestivo elemento è formato da un insieme di enormi massi, ben consumati dall'azione del fiume. Il passaggio del fiume prosegue in curva per circa 250 m prima di sfociare alla luce del sole intorno a un masso massiccio presso la risorgenza di Uluca. Il fiume Uèb continua a scorrere attraverso una gola e circa 250 m dopo appare la valle secca sulla riva sinistra.

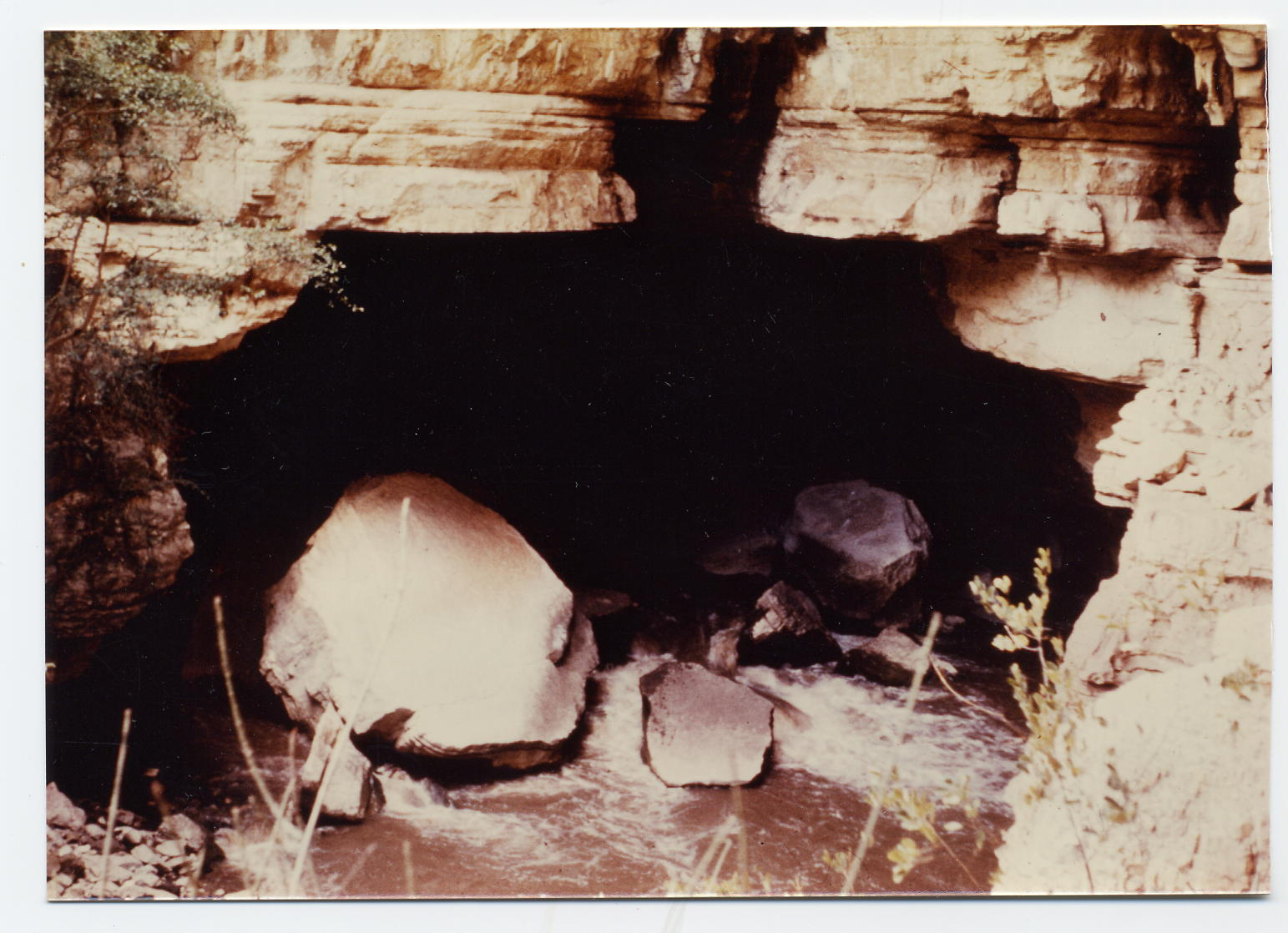
La risorgiva di Uluca: il masso caduto è grande quanto una stanza. Mostra la gravità del crollo nella grotta. La mancanza di erosione indica che si è trattato di un evento relativamente recente.

Il lato sinistro della gola, dalla risorgiva alla valle secca, è costellato di passaggi che si aprono sulle pareti del canyon, formando molti degli ingressi inutilizzabili della grotta. La maggior parte di questi sono piccoli passaggi esposti quando il fiume ha tagliato la sua strada verso il basso. Fa eccezione la Sala Grande, larga 25 m, che segue l'andamento delle giunzioni nord-sud e si interrompe nel canyon in corrispondenza della risorgenza. Alla fine della Sala Grande, nascosto dietro a dei massi, si trova il Passaggio del Camaleonte, difficile da trovare. Si snoda lungo l'andamento della giunzione est-ovest. Alcuni piccoli passaggi conducono dal Camaleonte al passaggio bianco e di nuovo alle grandi rapide. Diversi piccoli passaggi conducono dal passaggio bianco alla Strozzatura dei massi.
L'area circondata dal fiume, dalla Sala Grande, dal Camaleonte e dal Passaggio Vuoto, contiene un labirinto incrociato di passaggi. Due dei più significativi, il passaggio di Bill e il passaggio della Tautologia, si snodano tra il fiume e la Grande sala. Si tratta di passaggi a spaccatura alta, la cui risalita dà accesso alla Balconata, lunga 35 m, che si affaccia sulle Grandi Rapide 7 m più in basso.

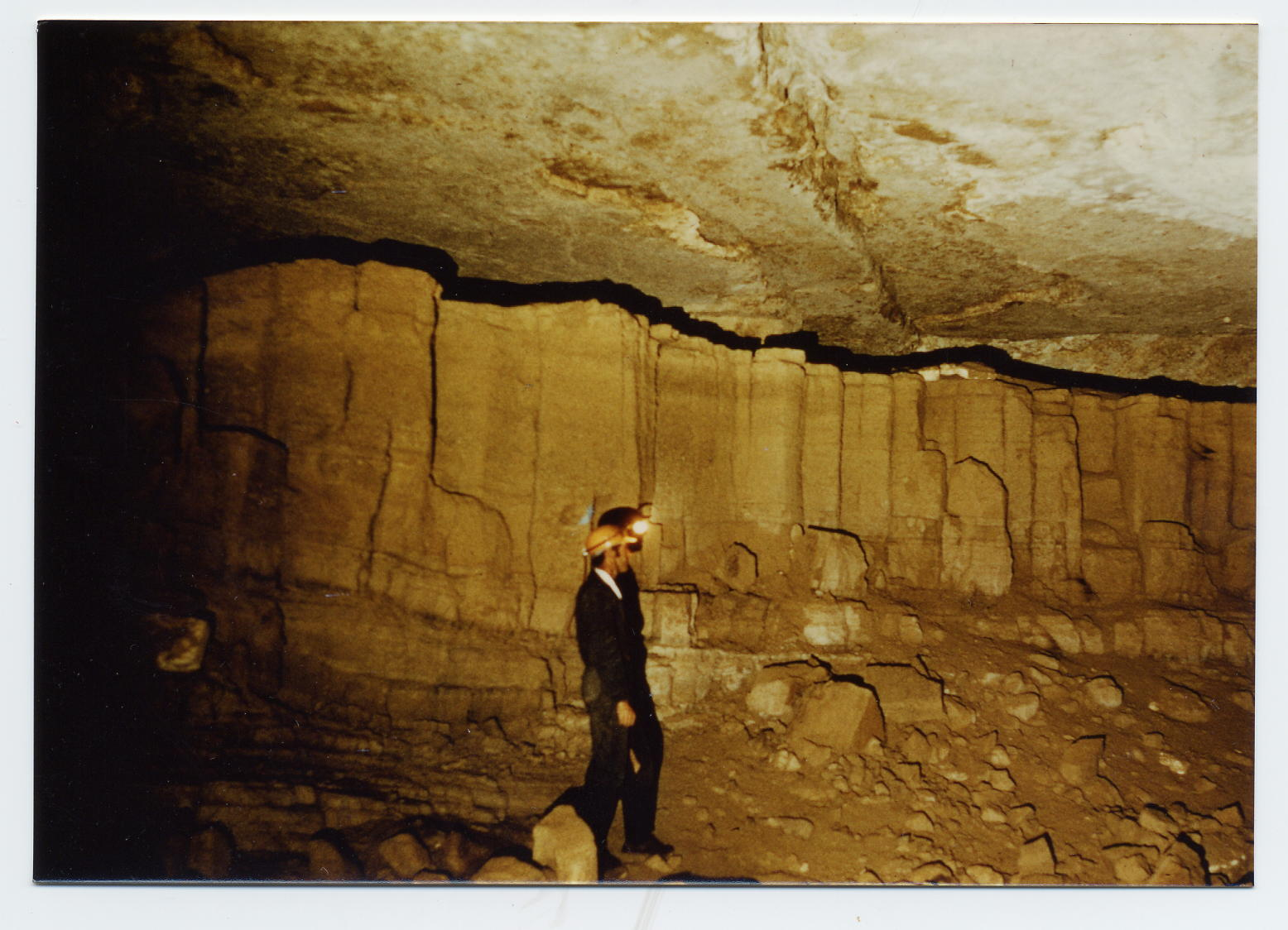
Muro di fango: il passaggio mostra gli strati di fango causati dalle inondazioni annuali.

Parallelo alla Sala Grande e interconnesso ad essa attraverso diversi passaggi, vi è il Passaggio dei Flintstone. Questo si divide in molti passaggi diversi che si interrompono sulla riva sinistra del canyon a valle di Holuca. Lontano dal fiume, Flintstone si immette in un altro passaggio unico delle grotte, il passaggio del Muro di fango, che si è riempito di fango quasi fino al soffitto alto 3 metri. In seguito al processo di riempimento, una trincea vadosa è stata tagliata per tutta la lunghezza del passaggio, rivelando che il fango è formato da sottili laminazioni.
Dopo 200 m il passaggio del Muro di fango entra nella piccola Camera di fango. Questa è stata formata dall'acqua proveniente dal Link Passage a ovest, che taglia la linea del Muro di fange e scompare nel Rimstone Passage a est. È questo flusso d'acqua che ha formato la camera. Uscendo dalla Camera di fango si accede al passaggio del Guano di pipistrello, il cui pavimento è immerso nel guano fino al ginocchio. Questo conduce alla grande camera, l'Astrodome, che ospita una grande colonia di pipistrelli.
Il Passaggio del Collegamento è uno stretto passaggio a fessura che collega alla Camera delle Colonne. Una serie di piccoli passaggi a due livelli lascia il Passaggio di collegamento e si dirige verso il passaggio del fiume. Uno di questi conduce all'ampio Passaggio Cieco, che sbuca anch'esso nella Camera delle Colonne. Il passaggio superiore è una stretta strisciata nella gritta chiamata Stadio di Wembley. Questo passaggio è formato da una faglia: l'indagine della spedizione britannica del 1972 ha mostrato che la faglia di Wembley si estendeva da un passaggio sulla riva destra del fiume ai passaggi Wembley Stadium, Mudwall e Rimstone.
La voragine sull'altopiano è centrata sulla linea della faglia di Wembley. È evidente che la faglia ha avuto un ruolo significativo nel grande crollo che ha creato la voragine. I detriti sotterranei del crollo formano le Big Rapids e sono responsabili degli strozzamenti di massi che si vedono vicino al Blank Passage.

## Fauna
L'interno delle sale è biologicamente povero a causa dell'ambiente arido, e non è presente fauna troglobia. Sono stati osservati alcuni insetti, tra cui coleotteri e onischi, grilli delle caverne (Rhaphidophoridae) e alcune colonie di termiti. La fauna più comune all'interno delle grotte sono i pipistrelli che vi si appollaiano. La specie più rappresentata è il Pipistrello dalle grandi orecchie (Otomops martienseni), oltre alle specie Cardioderma cor (“Cuore-naso”) e Rhinolophus blasii (Blasius ferro di cavallo). I depositi di guano di pipistrello sono molto localizzati e contengono pochissimi organismi a causa della loro secchezza.

## Luogo di culto
Non sono stati individuati fossili o incisioni rupestri da nessuna parte, ma le grotte sono state utilizzate per il culto per molto tempo; si crede che potenti esseri soprannaturali vi dimorino e ad essi vengono rivolte adorazioni e preghiere sacrificali. Successivamente, intorno all'XI secolo, nello stesso luogo si sviluppò il culto dello sceicco Sof Omar, santone dell'Islam, probabilmente una forma di Islam indigenizzato. Il luogo è ancora meta di pellegrinaggi e luogo di culto.
Secondo la tradizione islamica, le grotte sarebbero state scavate da Allah per difendere il santo Sof Omar, qui inviato da Scec Hussèn, da un attacco di indigeni pagani, che vennero inghiottiti dalla voragine. Il luogo è considerato sacro sia per i musulmani che per gli oromi che seguono una religione tradizionale; all'ingresso della caverna vi sono delle cinture di cuoio, che le donne cingono per ottenere la fertilità.